# А-Лама
А-Лама (гал. A Lama, ісп. La Lama) — муніципалітет в Іспанії, у складі автономної спільноти Галісія, у провінції Понтеведра. Населення — 3001 осіб (2009).
Муніципалітет розташований на відстані близько 450 км на північний захід від Мадрида, 17 км на схід від Понтеведри.

## Демографія
Динаміка населення (INE ):

## Галерея зображень

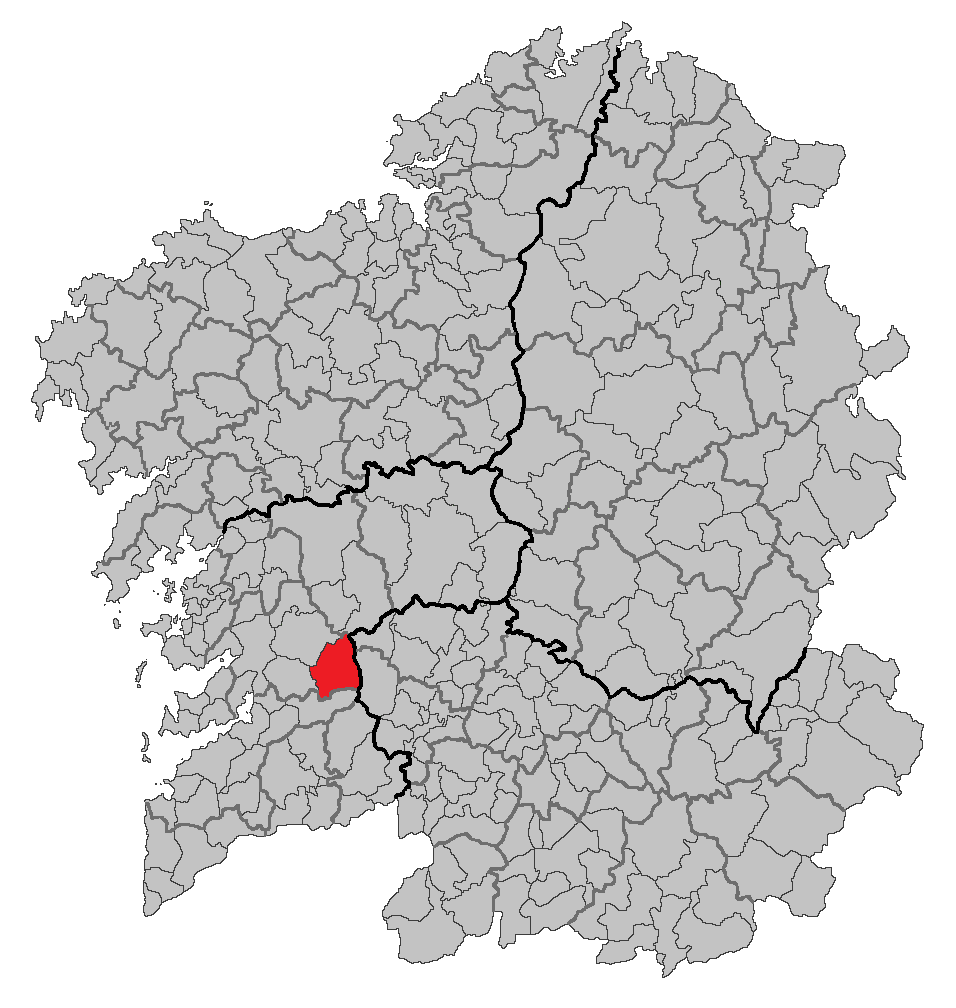
Розташування муніципалітету